# Robbie Williams (jugador de snooker)
Robbie Williams (Wallasey, 28 de diciembre de 1986) es un jugador de snooker inglés.

## Biografía
Nació en la localidad inglesa de Wallasey en 1986. Es jugador profesional de snooker desde 2012. No se ha proclamado campeón de ningún torneo de ranking, y su mayor logro hasta la fecha fue alcanzar las semifinales en tres ocasiones, a saber: las del Abierto de la India de 2013 (cayó 1-4 ante Ding Junhui), las del Snooker Shoot Out de 2022 (perdió contra Mark Williams) y las del Abierto Británico de 2022 (5-6 frente a Ryan Day). Tampoco ha logrado hilar ninguna tacada máxima, y la más alta de su carrera está en 144.